# Kémenes Bernadette
Kémenes Bernadette (Gyergyószentmiklós, 1982. június 17. –) magyar video vàgó, performer, mozgàsművèsz, coach

## Élete
A  Miskolci Egyetemen tanult filozófia- kulturális antropológia (film szakirány), pedagógia szakokon. Ösztöndíjai:Dániában kortárs tánc szakon, Kolozsváron filozófián, majd ugyanott Erasmus szakmai gyakorlatot végzett film szakon. Budapesten ösztöndíjjal a Mèdiakutatàsi Intèzetben tanult. Dzsessz éneket is hallgatott. Gyerekkorában saját dalaival turnézott. A Magyar Állami Operaházban dolgozott néhány évig, mint jelmezügyintéző. Felvették teatrológia szakra is, de nem fejezte be. " A málnalevelek fonákja ezüst" c. dokumentumfilm, és a "Világ/test mint hús" c. art dokumentumfilm rendezője, melyek mozgáskorlátozott személyekről szólnak.
A Gömb háza, Bázis(Az alakulat), Kultúrsok(k), The sphere group, Szemlélet Filozófia közléstér csoportok és a THP/P (The Happiest Philosophy Program Dance Company) elindítója. Kutatási területe: művészet-társadalom viszonya, film-test, saját-társadalmi test aktusok és pszichofizikai mozgások. Test-dokumentációk.

## Munkái
Performatív dokumentumvideók:
- 2009 Insomnia documentary-
- 2009 The watcher. A megfigyelések közvetíthetetlensége
- 2009 Two Frida A küzdelem (The strife) Three Frida A várakozás (The expectancy)
- 2010 Létszimfónia
- 2010 Paca
- 2010 A festék láthatatlan nyoma/ A botrányos giccs
- 2010 Tető alatt
- 2011 Az emberi kiesése a művészetből: az elszabadult elefánt. José Ortega y Gasset  alapján.
- 2012 Unconsciousness
- 2012 Táj-kép
- 2012 Arcvíz
- 2013 Egy lélegzet határán
- 2013 Madonna
- 2013 Metszet mitológia
- 2013 Heroic
- 2013 Dedoi
- 2014 Nothing/Visible
- 2014 Pictures without concepts
- 2014 Prolegomena; A társadalmi lét ontológiájához(1-3)
- 2015 Feminism
- 2015 Medea/simple
- 2015 A nevetés
- 2015 Epigramma
- 2016 Universe
- 2016 Fejezetek (az ígéretünk földjén) kettős kereszt 4.4 4.3.

## Díjak
- 2009 Insomnia documentary - Diákfilmszemle alkotói díj- kísérleti film kategória
- 2010 Paca - Diákfilmszemle alkotói díj- kísérleti film kategória
- 2010 Tető alatt - Kaleidoszkóp Nemzetközi Versfesztivál vers videó 1. helyezett
- 2011 Az emberi kiesése a művészetből: az elszabadult elefánt. Diákfilmszemle alkotói díj- kísérleti film kategória